# Stenanthemum limitatum
Stenanthemum limitatum är en brakvedsväxtart som beskrevs av B.L. Rye. Stenanthemum limitatum ingår i släktet Stenanthemum och familjen brakvedsväxter. Inga underarter finns listade i Catalogue of Life.